# Tom Whitlock
Pour les articles homonymes, voir Whitlock.
Thomas Ross "Tom" Whitlock, né le 20 février 1954 à Springfield (Missouri) et mort le 17 février 2023 à Nashville, est un parolier américain et chanteur surtout connu pour sa chanson nommée Take My Breath Away et tirée du film Top Gun, qu'il coécrit avec Giorgio Moroder, récompensée par une Academy Award et un Golden Globe.

## Biographie

### Jeunesse
Tom Whitlock est né et a grandi à Springfield, Missouri. Comme batteur, il a joué dans de multiples orchestres et participé à de nombreuses sessions d'enregistrement. En 1977, il signe son premier contrat avec les disques Mercury . En 1983, Tom Whitlock devint ingénieur du  son à Los Angeles, se concentrant initialement sur  les productions cinématographiques et les chansons pour films  comme le film Scarface, Beverly Hills Cop et II, ainsi que de nombreux autres films.

### Carrière musicale
Avec Giorgio Moroder, il a coécrit cinq chansons pour la bande son de Top Gun comprenant Take My Breath Away et le succès Danger Zone. Avant de devenir chanteur, Whitlock était un passionné de mécanique, particulièrement pour sa  Ferrari. L'ASCAP objective 113 chansons enregistrées et interprétées par des artistes tels que Bonnie Tyler, Jennifer Rush, Michael McDonald, Ray Charles, Graham Nash, Diana Ross, Teddy Pendergrass, Roger Daltrey et John Entwistle.
Tom Whitlock et Giorgo Moroder ont aussi collaboré pour les films Over the Top : Le Bras de fer, American Anthem et Rambo III, il a aussi coécrit le thème de la chanson  officiel des jeux olympiques d'été de 1988 (Hand In Hand) et de la coupe du monde de la FIFA de 1990 (Un'estate italiana).
Tom Whitlock était aussi le batteur de l'orchestre du Missouri : The Dog People, avec Michael Granda (aka Supe Dujour), Jim Wunderle, et Terry Wilson.

## Filmographie

### Cinéma
- 1986 : American Anthem
- 1986 : Top Gun
- 1987 : Fatal Beauty
- 1987 : Le Flic de Beverly Hills 2
- 1987 : Les Tronches 2
- 1987 : Over the Top : Le Bras de fer
- 1988 : As Tears Go By
- 1988 : Rambo III
- 1989 : Dream a Little Dream
- 1989 : Deux dollars sur un tocard
- 1990 : Feu, Glace et Dynamite
- 1990 : Navy Seals : Les Meilleurs
- 1991 : Italia '90: Notti magiche
- 1991 : Justice sauvage
- 1991 : Tukso layuan mo ako!
- 1992 : Big Girls Don't Cry... They Get Even
- 1999 : Dix Bonnes Raisons de te larguer
- 2000 : An Intimate Friendship
- 2001 : Ocean's Eleven
- 2006 : Borat
- 2008 : Harold et Kumar s'évadent de Guantanamo
- 2008 : Sex Drive
- 2009 : 17 ans encore
- 2010 : Trop loin pour toi
- 2013 : Mato Sem Cachorro
- 2015 : Sucker
- 2017 : Death Note
- 2017 : Moi, moche et méchant 3

### Télévision

#### Séries télévisées
- 1986 : Photon
- 1986 : Top of the Pops
- 1988 : Emu's Wide World
- 1994-1997 : Mystery Science Theater 3000
- 1998 : Pop Up Video
- 2000 : Grosse Pointe
- 2000 : Providence
- 2001 : Roswell
- 2002 : Operación Triunfo
- 2002 : Phoenix Nights
- 2002-2005 : Idols
- 2003 : Deutschland sucht den Superstar
- 2003 : Pop Idol
- 2003 : Real World
- 2004 : Cesko hledá SuperStar
- 2004 : High Chaparall
- 2004 : Starting Over
- 2005 : How I Met Your Mother
- 2006 : The Angry Video Game Nerd
- 2006-2012 : Dancing with the Stars
- 2007 : American Idol
- 2007 : Patinando por un sueño
- 2007 : Star Stories
- 2007-2015 : Philadelphia
- 2008 : Postcards
- 2008 : The X Factor
- 2009 : Miranda
- 2010 : Dancing on Ice
- 2010 : Mongrels
- 2010 : Saturday Night Live
- 2010-2015 : Parks and Recreation
- 2011 : Formula 1: BBC Sport
- 2011 : The Footy Show
- 2012 : Duets
- 2012 : Kenny Powers
- 2012 : Los nuevos y clásicos bloopers
- 2012 : Never Mind the Buzzcocks
- 2012 : Take Me Out
- 2012 : Welcome to the Basement
- 2012-2013 : Glee
- 2013 : Rude Tube
- 2013-2014 : Archer
- 2014 : Strictly Come Dancing
- 2014 : The Block
- 2014 : Tu cara me suena - Argentina
- 2015 : Dolezal Backstage
- 2015 : Les Griffin
- 2016 : DC: Legends of Tomorrow
- 2016 : Go for It
- 2016 : Good Morning Britain
- 2016 : Nunca es tarde
- 2016 : UK Championship Snooker
- 2017 : Cannonball
- 2017 : Mystery Science Theater 3000: The Return
- 2017 : One Hit Wonderland

#### Téléfilms
- 1992 : Boris and Natasha
- 2011 : Yu-Gi-Oh! 3D: Bonds Beyond Time Abridged
- 2017 : Falco - Die ultimative Doku